# 2592 Hunan
2592 Hunan è un asteroide della fascia principale. Scoperto nel 1966, presenta un'orbita caratterizzata da un semiasse maggiore pari a 3,1161553 UA e da un'eccentricità di 0,1266706, inclinata di 1,33368° rispetto all'eclittica.